# سان سيزاريو
سان سيزاريو [(باللاتينية: Ad Statuas)‏ أو Statio ad Statuas] هي بلدية في مدينة روما الحضرية. في العصور القديمة كانت تقع على طريق لابيكانا أو فيا لاتينا،  على بعد 29 كيلومتر (18 ميل) من روما.

## الرياضة
ASD San Cesareo Calcio  هو اتحاد كرة قدم إيطالي مقره في هذه المدينة.
في موسم 2011-2012 تمت ترقية الفريق لأول مرة، من Eccellenza Lazio/B إلى Serie D.